# العلاقات الأسترالية الإماراتية
العلاقات الأسترالية الإماراتية هي العلاقات الثنائية التي تجمع بين أستراليا والإمارات العربية المتحدة.

## مقارنة بين البلدين
هذه مقارنة عامة ومرجعية للدولتين:
| وجه المقارنة                                              | أستراليا                                   | الإمارات العربية المتحدة |
| --------------------------------------------------------- | ------------------------------------------ | ------------------------ |
| المساحة (كم2)                                             | 7.69 مليون                                 | 83.60 ألف                |
| عدد السكان (نسمة)                                         | 24.51 مليون                                | 9.40 مليون               |
| الكثافة السكانية (ن./كم²)                                 | 3.19                                       | 112.44                   |
| العاصمة                                                   | كانبرا، ملبورن                             | أبو ظبي                  |
| اللغة الرسمية                                             | لغة إنجليزية                               | اللغة العربية            |
| العملة                                                    | دولار أسترالي، جنيه إسترليني، جنيه أسترالي | درهم إماراتي             |
| الناتج المحلي الإجمالي (بليون دولار)                      | 1.32 تريليون                               | 382.58 مليار             |
| الناتج المحلي الإجمالي (تعادل القوة الشرائية) بليون دولار | 1.10 تريليون                               | 640.72 مليار             |
| الناتج المحلي الإجمالي الاسمي للفرد دولار أمريكي          | 56.31 ألف                                  | 40.44 ألف                |
| الناتج المحلي الإجمالي للفرد دولار أمريكي                 | 45.92 ألف                                  | 67.67 ألف                |
| مؤشر التنمية البشرية                                      | 0.939                                      | 0.835                    |
| رمز المكالمات الدولي                                      | +61                                        | +971                     |
| رمز الإنترنت                                              | .au                                        | .ae، .امارات             |
| المنطقة الزمنية                                           |                                            | ت ع م+04:00              |

## مدن متوأمة
في ما يلي قائمة باتفاقيات التوأمة بين مدن أسترالية وإماراتية:
- ترتبط بريزبان مع دبي باتفاقية توأمة منذ 1985.[22][22][22][22]
- ترتبط غولد كوست مع دبي باتفاقية توأمة منذ 1982.

## منظمات دولية مشتركة
يشترك البلدان في عضوية مجموعة من المنظمات الدولية، منها:
| علم المنظمة | اسم المنظمة                               | تاريخ انضمام أستراليا | تاريخ انضمام الإمارات العربية المتحدة |
| ----------- | ----------------------------------------- | --------------------- | ------------------------------------- |
|             | يونسكو                                    | 4 نوفمبر 1946         | 20 أبريل 1972                         |
|             | الفريق المعني برصد الأرض                  | ?                     | ?                                     |
|             | مؤسسة التمويل الدولية                     | 20 يوليو 1956         | 30 سبتمبر 1977                        |
|             | المركز الدولي لتسوية المنازعات الاستشارية | 1 يونيو 1991          | 22 يناير 1982                         |
|             | منظمة حظر الأسلحة الكيميائية              | ?                     | ?                                     |
|             | مؤسسة التنمية الدولية                     | 24 سبتمبر 1960        | 23 ديسمبر 1981                        |
|             | منظمة التجارة العالمية                    | ?                     | ?                                     |
|             | وكالة ضمان الاستثمار متعدد الأطراف        | 10 فبراير 1999        | 20 أكتوبر 1993                        |
|             | الاتحاد البريدي العالمي                   | ?                     | ?                                     |
|             | منظمة الشرطة الجنائية الدولية             | ?                     | ?                                     |
|             | الأمم المتحدة                             | 1 نوفمبر 1945         | 9 ديسمبر 1971                         |
|             | الاتحاد الدولي للاتصالات                  | 27 مايو 1878          | 27 يونيو 1972                         |
|             | البنك الدولي للإنشاء والتعمير             | 5 أغسطس 1947          | 22 سبتمبر 1972                        |
|             | المنظمة الهيدروغرافية الدولية             | ?                     | ?                                     |

## أعلام
هذه قائمة لبعض الشخصيات التي تربطها علاقات بالبلدين:
- إيان هيج (دبلوماسي أسترالي، 13 ديسمبر 1935 – 10 مارس 2014)
- سعيد محمد الشامسي (دبلوماسي إماراتي)

## وصلات خارجية
- موقع وزارة الخارجية الأسترالية
- موقع وزارة الخارجية الإماراتية